# Henri Vilbert (1904-1997)
Pour les articles homonymes, voir Henri Vilbert.
Henri Marcel Louis Miquely, dit Henri Vilbert, est un acteur français, né le 6 avril 1904 à Marseille (Bouches-du-Rhône) et mort le 20 avril 1997 à Cagnes-sur-Mer (Alpes-Maritimes).
Il est le neveu du comédien Henri Vilbert (1870-1926).

## Biographie
Spécialisé à ses débuts dans les seconds rôles « à accent », Henri Vilbert fait ses débuts au cinéma dans un film typiquement provençal : Tartarin sur les Alpes d'après l'œuvre d'Alphonse Daudet. Au théâtre, il participe à la création de Marius et Fanny de Marcel Pagnol en 1929 et 1931. Il joue au cinéma dans de nombreux films de Marcel Pagnol, Henri-Georges Clouzot, Jacques Becker, etc.
Il a travaillé jusqu'au début des années 1980 notamment à la télévision, où il est apparu dans les émissions Au théâtre ce soir ou Les Cinq Dernières Minutes.
Il est inhumé au cimetière ancien de Cagnes-sur-Mer, dans les Alpes-Maritimes.

## Théâtre
- 1928 : Un joli monsieur, opérette de Paul Cloquemin, Jean et Pascal Bastia, Comœdia
- 1929 : Marius de Marcel Pagnol, Théâtre de Paris : L'agent
- 1931 : Fanny de Marcel Pagnol, mise en scène Harry Baur, Théâtre de Paris : Le facteur
- 1932 : Au pays du soleil, opérette d'Henri Alibert, René Sarvil et Vincent Scotto, Moulin de la chanson
- 1933 : Un homme du Nord de Charles Méré, mise en scène André Brulé, Théâtre Marigny
- 1934 : L'Auberge du Cheval-Blanc, opérette de Ralph Benatzky, Théâtre Mogador
- 1935 : Rose-Marie, comédie musicale de Rudolf Friml et Oscar Hammerstein II, Théâtre Mogador
- 1936 : Cyrano de Bergerac, d'Edmond Rostand, Théâtre de la Porte-Saint-Martin : Ragueneau
- 1936 : Les Gangsters du château d'If, opérette d'Henri Alibert, René Sarvil et Vincent Scotto, Théâtre des Célestins (Lyon) puis Théâtre des Variétés
- 1946 : César de Marcel Pagnol, Théâtre des Variétés : César
- 1949 : Les Maîtres-nageurs de Marcel Franck, mise en scène Émile Dars, Théâtre de la Potinière
- 1950 : Les Maîtres Nageurs de Marcel Franck, mise en scène Émile Dars, Théâtre des Célestins
- 1954 : Madame Filoumé d'Eduardo De Filippo, mise en scène Jean Darcante, Théâtre des Célestins
- 1964 : Caroline de Somerset Maugham, mise en scène Michel Vitold, Théâtre Montparnasse
- 1965 : La Dame en blanc de Marcel Achard, mise en scène Jacques-Henri Duval, Théâtre des Célestins, tournée Herbert-Karsenty
- 1966 : Docteur Glass ou le Médecin imaginaire de Hans Weigel, adaptation Michel Perrin, mise en scène Christian Alers, Théâtre de la Porte-Saint-Martin, puis en tournée
- 1967 : Docteur Glass ou le médecin imaginaire de Hans Weigel, mise en scène Christian Alers, Théâtre des Célestins
- 1968 : Fanny de Marcel Pagnol, mise en scène Henri Vilbert, Théâtre des Célestins
- 1969 : Fanny de Marcel Pagnol, mise en scène Henri Vilbert, Théâtre de la Porte-Saint-Martin
- 1969 : Tchao ! de Marc-Gilbert Sauvajon, mise en scène Jacques-Henri Duval, Théâtre Saint-Georges
- 1971 : Tchao ! de Marc-Gilbert Sauvajon, mise en scène Jacques-Henri Duval, Théâtre des Célestins, tournée Herbert-Karsenty
- 1971 : Le Nu au tambour de Noël Coward, mise en scène Jacques-Henri Duval, Théâtre Michel
- 1974 : Le Mari, la Femme et la Mort d'André Roussin, mise en scène de l'auteur, Théâtre des Célestins, tournée Herbert-Karsenty
- 1975 : L'Arlésienne d'Alphonse Daudet, mise en scène Fernand Ledoux, Festival de Sarlat
- 1975 : Bichon de Jean de Létraz, mise en scène Michel Vocoret, Théâtre des Célestins, tournée Herbert-Karsenty

## Filmographie

### Cinéma

#### Années 1930
- 1930 : Le Rêve de Jacques de Baroncelli - simple figuration
- 1931 : Un coup de téléphone de Georges Lacombe
- 1931 : Un homme en habit de René Guissart
- 1931 : Marius d'Alexander Korda
- 1932 : Cœurs joyeux de Hanns Schwarz et Max de Vaucorbeil
- 1932 : Hôtel des étudiants de Victor Tourjanski : Étienne
- 1932 : Maquillage de Karl Anton
- 1933 : Adieu les beaux jours d'André Beucler et Johannes Meyer : Le professeur Ronnay
- 1933 : Feu Toupinel de Roger Capellani : Valaury
- 1932 : Topaze de Louis Gasnier : Un agent de police
- 1934 : Madame Bovary de Jean Renoir : Dr. Canivet
- 1934 : Tartarin de Tarascon de Raymond Bernard
- 1934 : Famille nombreuse d'André Hugon : l'adjudant Broche
- 1935 : Fanfare d'amour de Richard Pottier
- 1935 : Les Beaux Jours de Marc Allégret : Le paysan
- 1935 : Gangster malgré lui d'André Hugon
- 1935 : Un oiseau rare de Richard Pottier : Grégoire
- 1936 : La Course à la vertu de Maurice Gleize
- 1936 : Mayerling d'Anatole Litvak
- 1936 : Les Amants terribles de Marc Allégret : Gendarme
- 1937 : Si tu reviens de Jacques Daniel-Norman
- 1937 : Au soleil de Marseille de Pierre-Jean Ducis : Marius
- 1938 : La Chaleur du sein de Jean Boyer : Le barman
- 1938 : Monsieur Coccinelle de Dominique Bernard-Deschamps
- 1939 : La Tradition de minuit de Roger Richebé : Un agent de police

#### Années 1940
- 1940 : L'Entraîneuse d'Albert Valentin : Le directeur
- 1942 : Le Lit à colonnes de Roland Tual : Un gardien
- 1942 : L'assassin habite au 21 de Henri-Georges Clouzot : Un agent
- 1942 : Défense d'aimer de Richard Pottier : Le vendeur de la roulotte
- 1942 : Mariage d'amour de Henri Decoin : Amédée
- 1943 : Picpus de Richard Pottier : Amadieu
- 1943 : La Main du diable de Maurice Tourneur : Le brigadier
- 1943 : Mermoz de Louis Cuny : Le mécanicien de Fort-Lamy
- 1943 : La Ferme aux loups de Richard Pottier : un journaliste
- 1944 : Cécile est morte de Maurice Tourneur : Un inspecteur
- 1945 : Les Caves du Majestic de Richard Pottier : Le chef cuisinier
- 1946 : L'Aventure de Cabassou de Gilles Grangier : Gaudin
- 1946 : L'Insaisissable Frédéric de Richard Pottier : Le policier
- 1947 : Six Heures à perdre d'Alex Joffé et Jean Lévitte : Le douanier
- 1949 : Tête blonde de Maurice Cam
- 1949 : Un certain monsieur de Yves Ciampi
- 1949 : Manon d'Henri-Georges Clouzot : Le commandant du navire

#### Années 1950
- 1950 : On demande un bandit d'Henri Verneuil - court métrage -
- 1950 : Nous irons à Paris de Jean Boyer : Le brigadier
- 1950 : Le Rosier de madame Husson de Jean Boyer : le brigadier de gendarmerie
- 1950 : Meurtres ? de Richard Pottier : Le docteur Marcel Picard
- 1951 : Les Maîtres nageurs d'Henri Lepage
- 1951 : Le Garçon sauvage de Jean Delannoy : Capitaine François
- 1951 : Onze heures sonnaient de Giuseppe De Santis
- 1951 : La Table-aux-crevés d'Henri Verneuil : Victor
- 1952 : Dupont Barbès d'Henri Lepage : M. Archibald
- 1952 : L'Homme de ma vie de Guy Lefranc : Léon Fontaine
- 1952 : Nous sommes tous des assassins d'André Cayatte : M.. Arnaud
- 1952 : Fortuné de Marseille de Henri Lepage et Pierre Méré : Fortuné Toucasse
- 1952 : La Demoiselle et son revenant de Marc Allégret : Ledru
- 1952 : Adieu Paris de Claude Heymann : M. Lamy
- 1952 : Manon des sources de Marcel Pagnol : Le curé
- 1953 : Le Boulanger de Valorgue d'Henri Verneuil : Le maire
- 1953 : Le Dernier Robin des Bois d'André Berthomieu : L'inspecteur des douanes
- 1953 : Le Club des 400 coups de Jacques Daroy : Le curé
- 1953 : La Route Napoléon de Jean Delannoy : Blaise
- 1953 : Le Bon Dieu sans confession de Claude Autant-Lara : François Dupont
- 1954 : Sang et Lumières (Sangre y luces) de Georges Rouquier et Ricardo Muñoz Suay (es)
- 1954 : Les Lettres de mon moulin : Les Trois Messes basses de Marcel Pagnol : Dom Balaguère
- 1954 : Ali Baba et les Quarante voleurs  de Jacques Becker : Cassim
- 1954 : Du sang dans le soleil (Proibito) de Mario Monicelli : Niccodemo Barras
- 1955 : La Veine d'or (La vena d'oro) de Mauro Bolognini
- 1955 : Les Anges aux mains noires (La ladra) de Mario Bonnard
- 1955 : Bonjour la chance de Guy Lefranc et Edgar Neville
- 1956 : Ville de nuit (Città di notte) de Leopoldo Trieste : M. Prandi, le père de Marina
- 1956 : À la manière de Sherlock Holmes d'Henri Lepage : Henri Lombard
- 1956 : Soupçons de Pierre Billon : Charles Tramillet
- 1957 : Pot-Bouille de Julien Duvivier : Narcisse Bachelard
- 1957 : Police judiciaire de Maurice de Canonge : Commissaire Frédéric
- 1957 : Le Chômeur de Clochemerle de Jean Boyer : Piéchut
- 1958 : La Bonne Tisane d'Hervé Bromberger : Riton
- 1958 : Tabarin de Richard Pottier : Morelli
- 1958 : Si le roi savait ça (Al servizio dell'imperatore) de Caro Canaille et Edoardo Anton : Maître Nans
- 1959 : Guinguette de Jean Delannoy : M. Jean
- 1959 : Bonjour la chance (La ironía del dinero)  d'Edgar Neville et Guy Lefranc

#### Années 1960
- 1960 : Le Panier à crabes de Joseph Lisbona : Dorel
- 1960 : Le Pain des Jules de Jacques Séverac : Toussaint
- 1961 : Un Martien à Paris de Jean-Daniel Daninos : Monsieur Walter
- 1961 : La Traversée de la Loire de Jean Gourguet
- 1961 : Le Pavé de Paris d'Henri Decoin
- 1961 : Le Comte de Monte-Cristo de Claude Autant-Lara
- 1962 : Dossier 1413 de Michel Boisrond : Le commissaire Rossi
- 1962 : Le Diable et les Dix Commandements de Julien Duvivier : Alexandre, dans le sketch Homicide point ne seras
- 1963 : Le Glaive et la Balance d'André Cayatte : Un juré
- 1963 : Le Bon Roi Dagobert de Pierre Chevalier : Saint-Eloi
- 1963 : La Cuisine au beurre de Gilles Grangier : Maître Sarrazin
- 1963 : D'où viens-tu Johnny ? de Noël Howard : Christophe Thibault
- 1965 : La Corde au cou de Joseph Lisbona

#### Années 1970
- 1971 : Le Sauveur de Michel Mardore : Flouret
- 1971 : Tout le monde il est beau, tout le monde il est gentil de Jean Yanne : L'homme politique
- 1972 : La Scoumoune de José Giovanni : Le gardien Graville
- 1973 : L'Affaire Dominici de Claude Bernard-Aubert : Le président de la correctionnelle
- 1974 : Les Suspects de Michel Wyn
- 1978 : Attention, les enfants regardent de Serge Leroy : Le gardien

#### Courts-métrages
- 1932 : Riri et Nono mannequins de Marc Didier
- 1932 : Le Vendeur du Louvre de Jean de Marguenat
- 1933 : Maison hantée / Noces et Banquets de Roger Capellani
- 1933 : La Prison de Saint-Clothaire de Pierre-Jean Ducis
- 1934 : Deux mille deux cent vingt-deux CF2 de Victor de Fast
- 1934 : Le Coup du parapluie de Victor de Fast
- 1935 : Les Deux Docteurs de Pierre-Jean Ducis
- 1935 : Soirée de gala de Victor de Fast
- 1936 : Faites comme chez moi de Pierre Lafont
- 1936 : Monsieur est saisi de J.-P. Feydeau
- 1951 : Épouse ma veuve, court métrage, de Maurice Cam

## Discographie
- La Pastorale des santons de Provence d'Yvan Audouard, Polygram, Division Polydor. Distribution par Deutsche Grammophon : Voix de l'ange Boufareou

## Télévision
- 1956 : La Famille Anodin de Marcel Bluwal (série télévisée) (5 épisodes)  - Victor
- 1965 : Le train bleu s'arrête 13 fois de Mick Roussel, épisode : Dijon, Premier Courrier : Le procureur
- 1966 : Le Philosophe sans le savoir (comédie de Michel-Jean Sedaine), téléfilm de Jean-Paul Roux : Vanderck père
- 1966 : Les affaires sont les affaires (adaptation de la pièce éponyme d'Octave Mirbeau réalisée par Gilbert Pineau) : Isidore Lechat
- Au théâtre ce soir : 
  - 1967 : Docteur Glass ou le médecin imaginaire de Hans Weigel, mise en scène Christian Alers, réalisation Pierre Sabbagh, Théâtre Marigny - Pat Vandermill
  - 1968 : Étienne de Jacques Deval, mise en scène Louis Seigner, réalisation Pierre Sabbagh, Théâtre Marigny -  Labarmécide
- 1968 : Le Corso des tireurs de Philippe Ducrest : Benito Melchior
- 1969 : Le Petit Monde de Marie-Plaisance de André Pergament
- 1972 : Les Dernières Volontés de Richard Lagrange de Roger Burckhardt : Me Montigny
- 1973 : Arsène Lupin prend des vacances de Jean-Pierre Desagnat.
- 1973 : Trois diamants plus une femme  d'Aldo Altit : Le père de Perle
- 1973 : Pour une poignée d'herbes sauvages  de Jacques Villa : Panique
- 1973 : Le Neveu d'Amérique  de Pierre Gaspard-Huit : Dubuc
- 1973 : Les Cinq Dernières Minutes : 
  - Meurtre par intérim de Claude Loursais
  - Un gros pépin dans le chasselas de Claude-Jean Bonnardot
- 1973 : L'Éloignement  de Jean-Pierre Desagnat : M. Chevalier
- 1973 : Molière pour rire et pour pleurer de Marcel Camus : Maître Gély
- 1978 : Les Bijoux de Carina  de Philippe Ducrest : Ulysse
- 1978 : Temps d'une république : Le Bord de la mer de Michel Wyn : Le docteur
- 1980 : La Plume  de Robert Valey : Le père Chabot
- 1980 : Le Secret de Batistin : Le maire
- 1980 : L'été ne reviendra plus  de Robert Valey : Le père Sauvageol